# Concepción Tutuapa
Concepción Tutuapa («Concepción»: en honor a su santa patrona, la Inmaculada Concepción) es un Municipio del departamento de San Marcos en la República de Guatemala; se encuentra en el suroeste de ese país centroamericano. Contaba con 80,161 habitantes según el censo de 2018 y con una proyección para 2021 de un total de 84,138 habitantes.
La cabecera municipal es el poblado del mismo nombre, y además el municipio cuenta con 91 aldeas, caseríos y paraje según la oficina de Información pública de la municipalidad del municipio,  su agricultura es variada, se obtiene una cosecha de maíz como fuente principal de alimento, además diferentes tipos de frutas y verduras. 
Durante la época colonial era una doctrina que pertenecía al convento mercedario de Tejutla, y cuando los frailes mercedarios tuvieron que entregar sus reducciones al clero secular en 1754, pasó a formar parte de un curato.
Después de la Independencia de Centroamérica en 1821, Tutuapa fue asignada al circuito de Cuilco del Distrito N.º10 (Quetzaltenango) para la impartición de justicia por medio de juicios de jurados y luego formó parte del Estado de Los Altos entre 1838 y 1840, hasta que dicho estado que los criollos liberales quisieron establecer en el occidente guatemalteco fue retomado por la fuerza por el general mestizo conservador Rafael Carrera.

## Geografía física

### Clima
La cabecera municipal de Concepción Tutuapa tiene clima templado (Köppen: Cwb).
| Parámetros climáticos promedio de Concepción Tutuapa | Parámetros climáticos promedio de Concepción Tutuapa | Parámetros climáticos promedio de Concepción Tutuapa | Parámetros climáticos promedio de Concepción Tutuapa | Parámetros climáticos promedio de Concepción Tutuapa | Parámetros climáticos promedio de Concepción Tutuapa | Parámetros climáticos promedio de Concepción Tutuapa | Parámetros climáticos promedio de Concepción Tutuapa | Parámetros climáticos promedio de Concepción Tutuapa | Parámetros climáticos promedio de Concepción Tutuapa | Parámetros climáticos promedio de Concepción Tutuapa | Parámetros climáticos promedio de Concepción Tutuapa | Parámetros climáticos promedio de Concepción Tutuapa | Parámetros climáticos promedio de Concepción Tutuapa |
| Mes                                                  | Ene.                                                 | Feb.                                                 | Mar.                                                 | Abr.                                                 | May.                                                 | Jun.                                                 | Jul.                                                 | Ago.                                                 | Sep.                                                 | Oct.                                                 | Nov.                                                 | Dic.                                                 | Anual                                                |
| ---------------------------------------------------- | ---------------------------------------------------- | ---------------------------------------------------- | ---------------------------------------------------- | ---------------------------------------------------- | ---------------------------------------------------- | ---------------------------------------------------- | ---------------------------------------------------- | ---------------------------------------------------- | ---------------------------------------------------- | ---------------------------------------------------- | ---------------------------------------------------- | ---------------------------------------------------- | ---------------------------------------------------- |
| Temp. máx. media (°C)                                | 16.5                                                 | 16.7                                                 | 18.3                                                 | 18.7                                                 | 17.7                                                 | 16.9                                                 | 16.7                                                 | 17.2                                                 | 16.7                                                 | 16.1                                                 | 16.7                                                 | 16.9                                                 | 17.1                                                 |
| Temp. media (°C)                                     | 9.3                                                  | 9.3                                                  | 10.8                                                 | 11.7                                                 | 12.0                                                 | 12.1                                                 | 11.8                                                 | 11.7                                                 | 11.9                                                 | 11.2                                                 | 10.5                                                 | 10.3                                                 | 11.1                                                 |
| Temp. mín. media (°C)                                | 2.1                                                  | 2.0                                                  | 3.3                                                  | 4.7                                                  | 6.4                                                  | 7.3                                                  | 7.0                                                  | 6.3                                                  | 7.1                                                  | 6.3                                                  | 4.4                                                  | 3.7                                                  | 5.1                                                  |
| Precipitación total (mm)                             | 10                                                   | 9                                                    | 23                                                   | 67                                                   | 165                                                  | 250                                                  | 169                                                  | 199                                                  | 255                                                  | 169                                                  | 36                                                   | 14                                                   | 1366                                                 |
| Fuente: Climate-Data.org                             |                                                      |                                                      |                                                      |                                                      |                                                      |                                                      |                                                      |                                                      |                                                      |                                                      |                                                      |                                                      |                                                      |

### Ubicación geográfica
Concepción Tutuapa está localizado en el departamento de San Marcos y sus colindancias son:
- Norte: Departamento de Huehuetenango
- Sur: Tejutla, municipio del departamento de San Marcos
- Este y sureste: San Miguel Ixtahuacán, municipio del departamento de San Marcos
- Oeste: San José Ojetenam, municipio del departamento de San Marcos[6]

|                          | Norte: Departamento de Huehuetenango |                                |
| Oeste: San José Ojetenam |                                      | Este: San Miguel Ixtahuacán    |
|                          | Sur: Tejutla                         | Sureste: San Miguel Ixtahuacán |

## Gobierno municipal
Los municipios se encuentran regulados en diversas leyes de la República, que establecen su forma de organización, lo relativo a la conformación de sus órganos administrativos y los tributos destinados para los mismos.  Aunque se trata de entidades autónomas, se encuentran sujetos a la legislación nacional y las principales leyes que los rigen desde 1985 son:
| N.º | Ley                                                | Descripción |
| --- | -------------------------------------------------- | --- |
| 1   | Constitución Política de la República de Guatemala | Tiene una regulación legal específica para los municipios en los artículos 253 al 262. |
| 2   | Ley Electoral y de Partidos Políticos              | Ley de carácter constitucional aplicable a los municipios en el tema de la conformación de sus autoridades electas. |
| 3   | Código Municipal                                   | Decreto 12-2002 del Congreso de la República de Guatemala. Tiene la categoría de ley ordinaria y contiene preceptos generales aplicables a todos los municipios, e inclusive contiene legislación referente a la creación de los municipios.             |
| 4   | Ley de Servicio Municipal                          | Decreto 1-87 del Congreso de la República de Guatemala. Regula las relaciones entra la municipalidad y los servidores públicos en materia laboral. Tiene su base constitucional en el artículo 262 de la constitución que ordena la emisión de la misma. |
| 5   | Ley General de Descentralización                   | Decreto 14-2002 del Congreso de la República de Guatemala. Regula el deber constitucional del Estado, y por ende del municipio, de promover y aplicar la descentralización y desconcentración económica y administrativa.                                |

El gobierno de los municipios está a cargo de un Concejo Municipal mientras que el código municipal —ley ordinaria que contiene disposiciones que se aplican a todos los municipios— establece que «el concejo municipal es el órgano colegiado superior de deliberación y de decisión de los asuntos municipales […] y tiene su sede en la circunscripción de la cabecera municipal»; el artículo 33 del mencionado código establece que «[le] corresponde con exclusividad al concejo municipal el ejercicio del gobierno del municipio».
El concejo municipal se integra con el alcalde, los síndicos y concejales, electos directamente por sufragio universal y secreto para un período de cuatro años, pudiendo ser reelectos.
Existen también las Alcaldías Auxiliares, los Comités Comunitarios de Desarrollo (COCODE), el Comité Municipal del Desarrollo (COMUDE), las asociaciones culturales y las comisiones de trabajo. Los alcaldes auxiliares son elegidos por las comunidades de acuerdo a sus principios y tradiciones, y se reúnen con el alcalde municipal el primer domingo de cada mes, mientras que los Comités Comunitarios de Desarrollo y el Comité Municipal de Desarrollo organizan y facilitan la participación de las comunidades priorizando necesidades y problemas.
Los alcaldes que ha habido en el municipio son:
- 2016-2020: Petronilo Chun Pérez[8][2]

## Religión
| Religión en Concepción     | Religión en Concepción     | Religión en Concepción | Religión en Concepción | Religión en Concepción |
| -------------------------- | -------------------------- | ---------------------- | ---------------------- | ---------------------- |
| Religión                   | Religión                   |                        | Porcentaje             | Porcentaje             |
| Católicos                  | Católicos                  |                        | 80 %                   | 80 %                   |
| Protestantes y Evangélicos | Protestantes y Evangélicos |                        | 12 %                   | 12 %                   |
| Religión maya              | Religión maya              |                        | 8 %                    | 8 %                    |

## Historia

### Época colonial
En 1540, el obispo de Guatemala Francisco Marroquín dividió la administración eclesiástica del valle central de Guatemala entre las tres órdenes regulares principales: dominicos, franciscanos y mercedarios;  estos últimos cambiaron sus curatos del valle por los dominicos tenían en la Sierra de Huehuetenango y que incluían a Tajumulco. En 1690, Concepción Tutuapa era parte de Tejutla, la cual comprendía los modernos municipios de: Comitancillo, Ixchiguán, Tacaná, Sipacapa, Sibinal, Tajumulco y parte de San Miguel Ixtahuacán.
La corona española se enfocó en la catequización de los indígenas; las congregaciones fundadas por los misioneros reales en el Nuevo Mundo fueron llamadas «doctrinas de indios» o simplemente «doctrinas». Originalmente, los frailes tenían únicamente una misión temporal: enseñarle la fe católica a los indígenas, para luego dar paso a parroquias seculares como las establecidas en España; con este fin, los frailes debían haber enseñado los evangelios y el idioma español a los nativos. Ya cuando los indígenas estuvieran catequizados y hablaran español, podrían empezar a vivir en parroquias y a contribuir con el diezmo, como hacían los peninsulares. Pero este plan nunca se llevó a cabo, principalmente porque la corona perdió el control de las órdenes regulares tan pronto como los miembros de estas se embarcaron para América; además, los indígenas nunca llegaron a entender el catolicismo correctamente porque los frailes no pudieron traducirlo correctamente a los complejos lenguajes indígenas. Por otra parte, los misioneros solamente atendieron a la autoridad de sus priores y provinciales, y no a la de las autoridades españolas ni a las de los obispos; los provinciales de las órdenes, a su vez, únicamente rendían cuentas a los líderes de su orden y no a la corona.

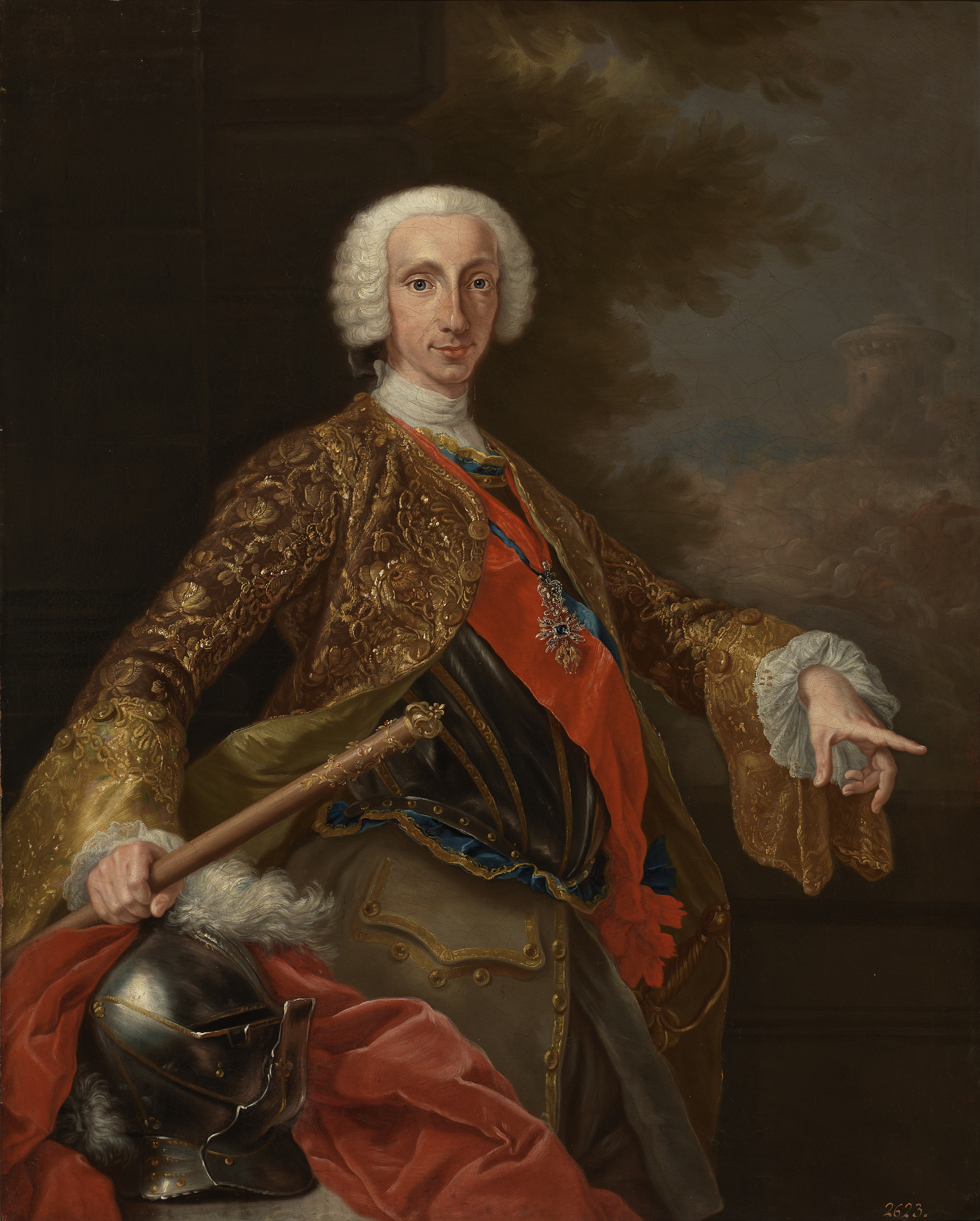
Rey Carlos III de España, promotor de las reformas borbónicas.

Las doctrinas fueron fundadas a discreción de los frailes, ya que tenían libertad completa para establecer comunidades para catequizar a los indígena; estas doctrinas crecieron sin control y nunca pasaron al control de parroquias. Se formaron alrededor de una cabecera en donde tenían su monasterio permanente los frailes y de dicha cabecera salían a catequizar o visitar las aldeas y caseríos que pertenecían a la doctrina, y que se conocían como anexos, visitas o pueblos de visita. La administración colectiva por parte del grupo de frailes eran la característica más importante de las doctrinas ya que garantizaba la continuación del sistema de la comunidad en caso falleciese uno de los dirigentes. Los  frailes mercedarios tenían a su cargo nueve doctrinas, y todos sus anexos, que eran: Santa Ana de Malacatán, Concepción de Huehuetenango, San Pedro de Solomá, Nuestra Señora de la Purificación de Jacaltenango, Nuestra Señora de la Candelaria de Chiantla, San Andrés de Cuilco, Santiago de Tejutla, San Pedro de Zacatepeques, y San Juan de Ostuncalco.</ref>
En 1754, en virtud de una Real Cédula parte de las Reformas Borbónicas, todos los curatos de las órdenes regulares fueron traspasados al clero secular; y luego, en 1765 se publicaron las reformas borbónicas de la Corona española, que pretendían recuperar el poder real sobre las colonias y aumentar la recaudación fiscal. De esta forma, la corona española estableció una política tendiente a disminuir el poder de la Iglesia católica, el cual hasta ese momento era prácticamente absoluto sobre los vasallos españoles; esta política de disminución de poder de la iglesia se basaba en la Ilustración y tenía seis puntos principales, entre los que destacaba una crítica al papel de la Iglesia dentro de la sociedad y de sus organismos derivados, sobre todo de las cofradías y hermandades. Los  mercedarios de  Guatemala entregaron sus doctrinas al clero secular, con casi treinta y tres mil indios de la sierra, todos bautizados e instruidos en la fe católica. El área de Tejutla fue un importante centro comercial y religioso; en agosto de 1767, Joseph Domingo Hidalgo describió a Santiago Tejutla como el Curato en la Gaceta de Guatemala. En el último cuarto del siglo xviii, el obispo Dr. Pedro Cortés y Larraz, quien llegó procedente de Cuilco en 1770 como parte de su inspección de la diócesis guatemalteca, reportó que en ese entonces existían «sesenta y cuatro familias de muy buen vivir» en el lugar.

### Tras la Independencia de Centroamérica
En la Constitución Política de la Provincias Unidas del Centro de América, decretada el 11 de octubre de 1821, el área Tejutla apareció por primera vez adscrita a la moderna cabecera departamental de San Marcos. Posteriormente, cuando el Estado de Guatemala fue creado oficialmente, la constitución del Estado de Guatemala dividió al territorio en once distritos para la impartición de justicia por medio del método de juicios de jurados el 11 de octubre de 1825; Cuilco fue designado como sede de un circuito dentro del Distrito N.º10 (Quetzaltenango), circuito al que pertenecían también Tutuapa, Canival, Tectitán, Tacaná, Sivinal, Chiquigüil, Amatenango, Masapa y Motosinta.

### El efímero Estado de Los Altos
A partir del 3 de abril de 1838, Concepción Tutuapa fue parte de la región que formó el efímero Estado de Los Altos y que forzó a que el Estado de Guatemala se reorganizara en siete departamentos y dos distritos independientes el 12 de septiembre de 1839: 
- Departamentos: Chimaltenango, Chiquimula, Escuintla, Guatemala, Mita, Sacatepéquez, y Verapaz
- Distritos: Izabal y Petén[25]

La región occidental de la actual Guatemala había mostrado intenciones de obtener mayor autonomía con respecto a las autoridades de la ciudad de Guatemala desde la época colonial, pues los criollos de la localidad consideraban que los criollos capitalinos que tenían el monopolio comercial con España no les daban un trato justo.  Pero este intento de secesión fue aplastado por el general Rafael Carrera, quien reintegró al Estado de Los Altos al Estado de Guatemala en 1840.

### Tras la Reforma Liberal
En 1870 Tejutla logró la categoría de Villa y, por el desarrollo alcanzado, las autoridades solicitaron a la Cámara de representantes de Guatemala su ascenso a cabecera departamental y que comprendiera los municipios arriba mencionados, incluyendo a Concepción Tutuapa, y además los modernos municipios de Cuilco, Santa Bárbara y San Gaspar, del departamento de Huehuetenango. Además, en esa época Motocintla, Cacahuatán y Tapachula—que luego pasarían definitivamente a México en 1892 por el Tratado Herrera-Mariscal— dependían religiosamente del convento secular que había sido de los mercedarios con sede en Tejutla. En ese tiempo esta localidad incluso contaba con representantes ante la Cámara de Representantes  de Guatemala.
El poder de Tejutla se desmoronó con el triunfo de la Reforma Liberal en 1871; cuando los liberales liderados por Miguel García Granados y Justo Rufino Barrios tomaron el poder, iniciaron una política tensa con la Iglesia Católica, que terminó con la expulsión y expropiación de bienes de las órdenes regulares y con la eliminación del diezmo obligatorio, para ahogar al clero secular.  Tejutla se quedó así sin el soporte económico de su curato, que hasta entonces habían sido su principal soporte económico y administrativo.

## Fiestas
Sus fiestas se celebran en honor de la Concepción de María entre el 6 y el 8 de diciembre.